# Reforma financiera de México de 2014
La reforma financiera de 2013-2014 en México, también llamada coloquialmente reforma financiera de Peña Nieto, es una reforma constitucional presentada por el presidente de la República, Enrique Peña Nieto, dentro del marco de los acuerdos y compromisos establecidos en el Pacto por México. Fue aprobada por la Cámara de Diputados el 10 de septiembre de 2013 y por el Senado de la República el 26 de noviembre del mismo año. La reforma fue promulgada por el Ejecutivo el 9 de enero de 2014 y publicada al día siguiente en el Diario Oficial de la Federación.

## Antecedentes
El 2 de diciembre de 2012, el presidente de la República, Enrique Peña Nieto; Gustavo Madero Muñoz, presidente del Partido Acción Nacional; Cristina Díaz Salazar, presidente interina del Partido Revolucionario Institucional; y Jesús Zambrano Grijalva, presidente del Partido de la Revolución Democrática, firmaron el Pacto por México. Uno de los cinco grandes acuerdos es el fomento al crecimiento económico, el empleo y la competitividad, el cual a su vez contiene un acuerdo para transformar la banca y el crédito en palanca de desarrollo de hogares y empresas.

## Contenido

### Sistema financiero
El sistema financiero es el receptor de las dos grandes fuerzas económicas de la economía: la demanda y la oferta de dinero. El sistema financiero está organizado para recibir dinero de quienes lo tienen en exceso, para negociarlo y transferirlo a quienes carecen de él.

## Proceso legislativo

### Iniciativa presidencial
El 8 de mayo de 2013, el Presidente presidente Enrique Peña Nieto envió al Congreso de la Unión las trece iniciativas que componen su iniciativa de reforma legal en materia financiera, haciendo uso de las facultades que le confiere el artículo 71 constitucional y con fundamento en el artículo 27 de la Ley Orgánica de la Administración Pública Federal. En la presentación de la iniciativa de reforma también estuvieron presentes César Camacho Quiroz, Gustavo Madero Muñoz y Jesús Zambrano Grijalva, presidentes nacionales del PRI, PAN y PRD, respectivamente.

### Cámara de Diputados
El 15 de mayo de 2013, las iniciativas presidenciales fueron recibidas por la Comisión Permanente del Congreso de la Unión que turnó dichas propuestas a las Comisiones Unidas de Hacienda y Crédito Público y de Justicia de la Cámara de Diputados.
El 6 de septiembre del mismo año, las Comisiones Unidas aprobaron en lo general el proyecto de dictamen de reforma financiera y realizaron alrededor de 500 reservas, las cuales se incluyeron en un adéndum. Tres días después agregaron un segundo adéndum y aprobaron en lo particular el dictamen de reforma legal.
El 10 de septiembre de 2013, el pleno de la Cámara aprobó la iniciativa en lo general con 383 votos a favor, 63 en contra y 14 abstenciones; y posteriormente fue aprobada en lo particular al desechar las 190 reservas que se habían presentado. Fue turnada al Senado para sus efectos constitucionales.

### Senado de la República
Al día siguiente de la aprobación en Cámara de Diputados, la Comisión de Hacienda y Crédito Público del Senado acordó citar a los titulares de la Secretaría de Hacienda y Crédito Público, del Banco de México, de la Comisión Nacional Bancaria y de Valores, de la Condusef para analizar en conjunto la iniciativa de reforma. Formalmente, el Senado recibió la minuta de reforma financiera de parte de la Cámara de Diputados el 12 de septiembre de 2013, misma que fue turnada a las Comisiones Unidas de Hacienda y Crédito Público, de Justicia y de Estudios Legislativos Segunda, para su análisis y dictaminación.
Ante comisiones unidas comparecieron Fernando Aportela Rodríguez, Subsecretario de Hacienda y Crédito Público; Alberto Gómez Alcalá, Presidente de la Asociación de Bancos de México; María Eugenia Butler Apatiga, Directora de la Unión de Instituciones Financieras; Jorge González García, Vicepresidente Jurídico de la Comisión Nacional Bancaria y de Valores; Luis Téllez Kuenzler, Presidente de la Bolsa Mexicana de Valores; José Méndez Fabre, Presidente de la Asociación Mexicana de Intermediarios Bursátiles; Luis Felipe Briseño, Subdirector Jurídico de la Asociación Mexicana de Administradoras de Fondos para el Retiro; Luis Madrazo Lajous, Titular de la Unidad de Banca de Desarrollo de la SHCP; Isabel Cruz Hernández, directora general de la Asociación Mexicana de Uniones de Crédito del Sector Social; César Cepeda Prado, primer Vicepresidente del Consejo Directivo de la Confederación de Cooperativas de Ahorro y Préstamo de México; Armando Sánchez Porras, Presidente del Consejo de la Asociación Mexicana de Sociedades Financieras Populares; y Mario Rechy Montiel, exanalista de la Financiera Rural.
El 8 de octubre de 2013, los integrantes de las comisiones unidas iniciaron el análisis del proyecto de decreto de reforma, el cual aprobaron en lo general el 20 de noviembre del mismo año, además se acordó que las 71 reservas presentadas se discutieran directamente en el pleno senatorial. Fue el 26 de noviembre cuando el Senado de la República aprobó la reforma en lo general con 90 votos a favor, 24 en contra y una abstención; posteriormente fue aprobada en lo particular al desechar 147 reservas y enviada al Ejecutivo para sus efectos constitucionales.

### Promulgación
El Presidente Enrique Peña Nieto promulgó la reforma financiera el 9 de enero de 2014 en Los Pinos. En el evento participaron además el Secretario de Hacienda y Crédito Público, Luis Videgaray Caso; el Gobernador del Banco de México, Agustín Carstens; el presidente de la Cámara de Diputados, Ricardo Anaya Cortés; y el presidente del Senado de la República, Raúl Cervantes Andrade. Al día siguiente fue publicada en el Diario Oficial de la Federación.